# Liste der Monuments historiques in Sainte-Marie (Ille-et-Vilaine)
Die Liste der Monuments historiques in Sainte-Marie (Ille-et-Vilaine) führt die Monuments historiques in der französischen Gemeinde Sainte-Marie auf.

## Liste der Bauwerke
| Bezeichnung                  | Beschreibung                  | Standort | Kennzeichnung | Schutzstatus | Datum | Bild           |
| ---------------------------- | ----------------------------- | -------- | ------------- | ------------ | ----- | -------------- |
| Kapelle Saint-Jean-d’Apileur | Erbaut im 13./14. Jahrhundert | (Lage)   | PA00090874    | Classé       | 1990  | weitere Bilder |

## Liste der Objekte
- Monuments historiques (Objekte) in Sainte-Marie (Ille-et-Vilaine) in der Base Palissy des französischen Kultusministeriums